# اورخون (سلنگه)
شهرستان اورخون (به زبان مغولی: Орхон сум، [Orxon sum]؛ ᠣᠷᠬᠤᠨ ᠰᠤᠮᠤ، [orqun sumu]) یک شهرستان (سُوم) در مغولستان است که در استان سلنگه واقع شده‌است. اورخون ۱٬۳۰۶٫۲۷ کیلومتر مربع مساحت دارد.

## تقسیمات اداری
شهرستان اورخون متشکل از ۲ قصبه (باغ) می‌باشد، شامل:
- اورخون (مغولی: Орхон баг، [Orxon bag]؛ ᠣᠷᠬᠤᠨ ᠪᠠᠭ، [orqun baɣ])
- بِلِن‌دالای(مغولی: Бэлэндалай баг، [Belendalaj bag]؛ ᠪᠡᠯᠡᠨ ᠳᠠᠯᠠᠢ ᠪᠠᠭ، [belen dalay baɣ])